# Poli (Kamerun)
Poli – miasto w Kamerunie, w Regionie Północnym, stolica departamentu Faro. Liczy około 5,8 tys. mieszkańców.
W mieście znajduje się lokalne lotnisko.